# Nordholländisches Dünenreservat

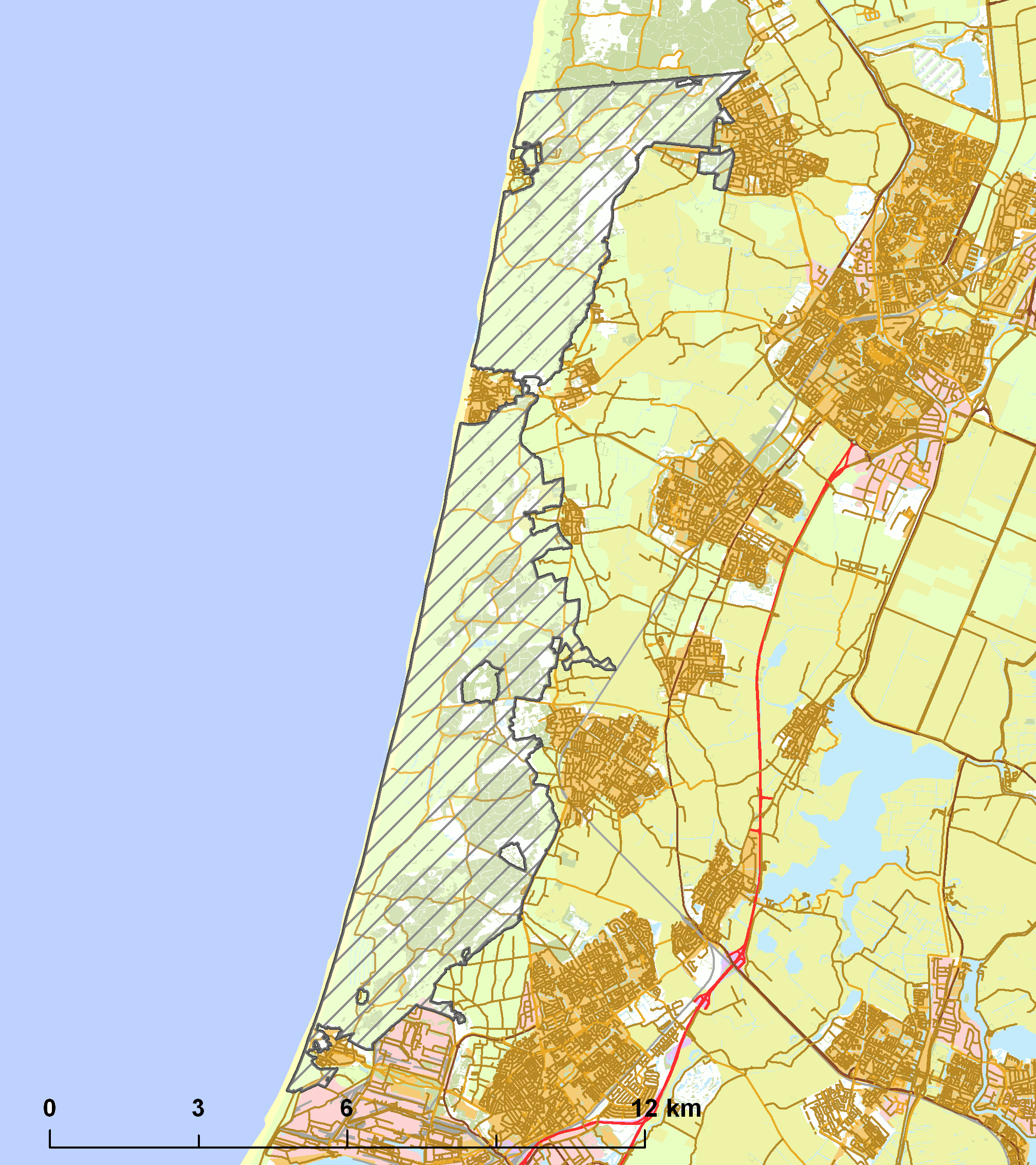
Karte Dünenreservat

Das Nordholländische Dünenreservat (niederländisch Noordhollands Duinreservaat) ist ein ausgedehntes Naturschutzgebiet im Dünengürtel an der Nordsee in der niederländischen Provinz Nordholland. Es reicht von den Schoorlser Dünen im Norden bis nach Wijk aan Zee im Süden. Mit rund 5200 Hektar ist es eines der größten Naturschutzgebiete in den Niederlanden.

## Natur
Das Gebiet ist etwa 20 Kilometer lang und 2,5 km breit und ist durchsetzt von unberührten Dünen, Eichen- und Kiefernwäldern, Tümpeln, Teichen und viel Raum für die Vogelwelt. Durch die Weite und die abwechslungsreiche Vegetation gibt es eine Vielzahl von Pflanzen- und Tierarten. Einige Bereiche werden zeitweise z. B. während der Brutzeit für die Öffentlichkeit gesperrt. Im nördliche Teil bei Bergen aan Zee und im südlichen Teil bei Castricum sind Wälder vorherrschend. Im Bereich dazwischen um Egmond aan Zee sind es mehrheitlich Dünengebiete.
Im Dünenreservat wurde eine große Zahl schottischer Hochlandrinder ausgesetzt, um die Bildung von Waldflächen zu verhindern. Trotz ihrer furchterregend aussehenden Hörner sind die Tiere aber sehr friedlich und tragen zur urtümlichen Atmosphäre bei. Des Weiteren können auch Wildpferde gesehen werden.

## Tourismus
Das anfängliche Schutzgebiet wurde der Öffentlichkeit zugänglich gemacht. Mehrere gut ausgebaute Rad- und Wanderwege führen durch die Dünenwelt, die für Rollstühle und Elektrofahrräder freigegeben ist. Ein mit Pfählen markierter Rundweg über 12 Kilometer erschließt z. B. das Gebiet zwischen Egmond aan Zee und der Nachbargemeinde Bergen aan Zee. Auch der Nordseeküsten-Radweg durchquert das Dünenreservat. Im Süden bietet sich ein Ausflug per Rad über die Reservatgrenze hinaus zum Hafen von IJmuiden an. Dort endet der Nordseekanal vom Hafen in Amsterdam kommend an einer großen Schleusenanlage für Seeschiffe. Beeindruckend ist die Nähe des großen Stahlwerks von Tata Steel.
Um das Naturreservat betreten zu dürfen, muss man bei einem der örtlichen Fremdenverkehrsämter (VVV) oder an den auf den Parkplätzen aufgestellten Automaten eine kostenpflichtige „Duinkaart“ erwerben.
Eine Besonderheit ist Il Primo in der Nähe von Bergen: eine Skipiste auf einer Düne mitten im Wald. Eine echte österreichische Skihütte verbreitet etwas Wintersportatmosphäre.

## Wassergewinnung
Das Nordholländische Dünenreservat spielt eine wichtige Rolle in der Trinkwassergewinnung. Seit 1920 entnimmt die Provinciaal Waterleiding Bedrijf Noord-Holland (PWN) Grundwasser aus dem Dünengebiet und bereitet es für Trinkwasserzwecke auf. Damit versorgt sie mittlerweile fast ganz Nordholland und die Insel Texel. Um die Wasserentnahme auszugleichen und den Grundwasserspiegel aufzuhöhen, betreibt die PWN an drei Stellen die Versickerung von aufbereitetem Oberflächenwasser, das durch Rohrleitungen vom IJsselmeer und vom Lek zugeführt wird. Die Sandfiltration sorgt für eine natürliche Reinigung, sodass ein gutes Trinkwasser bereitgestellt werden kann. Eine größere Versickerungsanlage befindet sich südlich von Castricum aan Zee.
Der PWN wurde auch die Verwaltung des Dünengebietes zugeordnet, wodurch die Gesellschaft auch für den Erhalt des Naturschutzgebietes zuständig ist. Das Besucherzentrum „De Hoep“ in Castricum informiert über die Technik der Wasserversorgung.

## Bilder

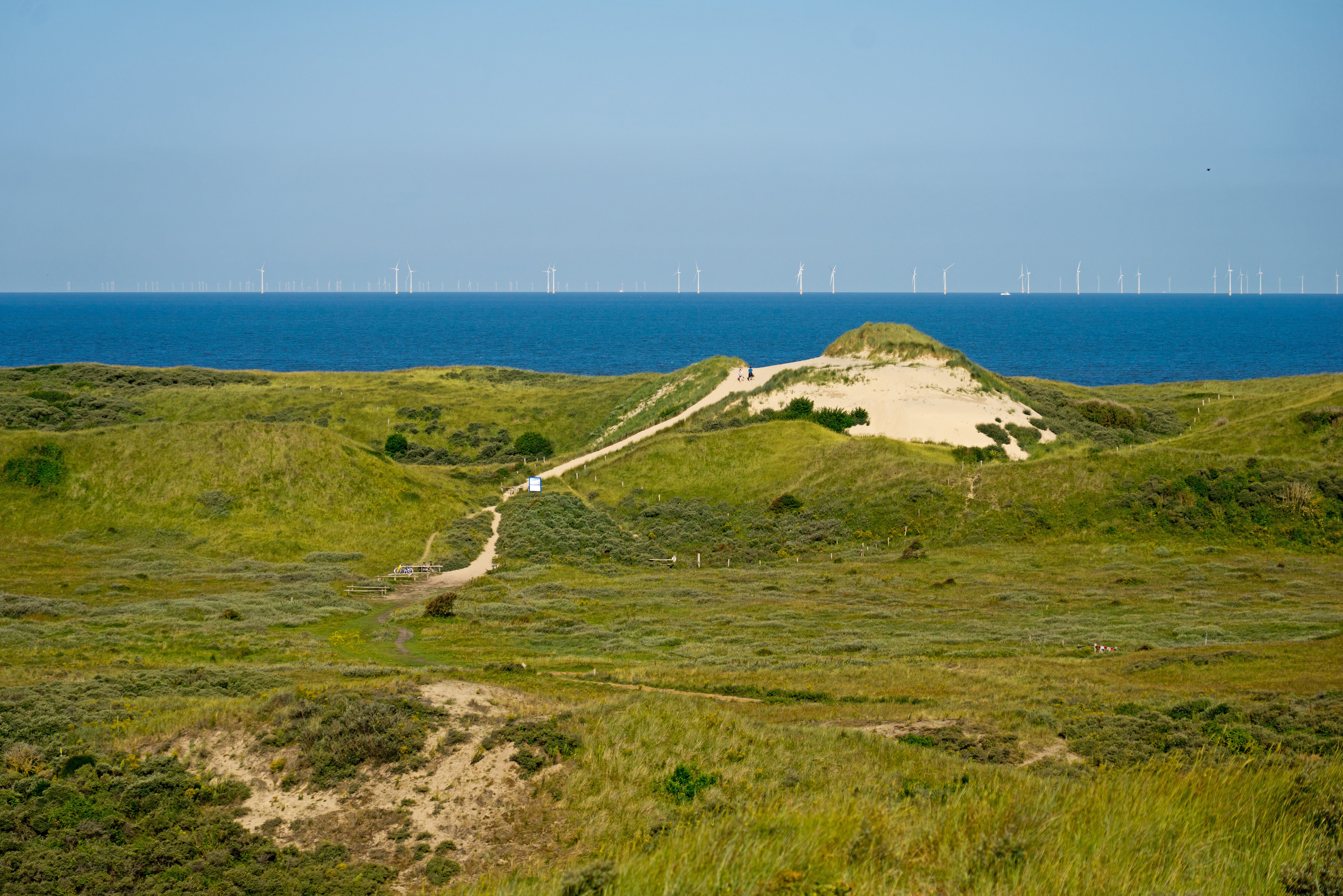
Strandübergang südlich von Egmond
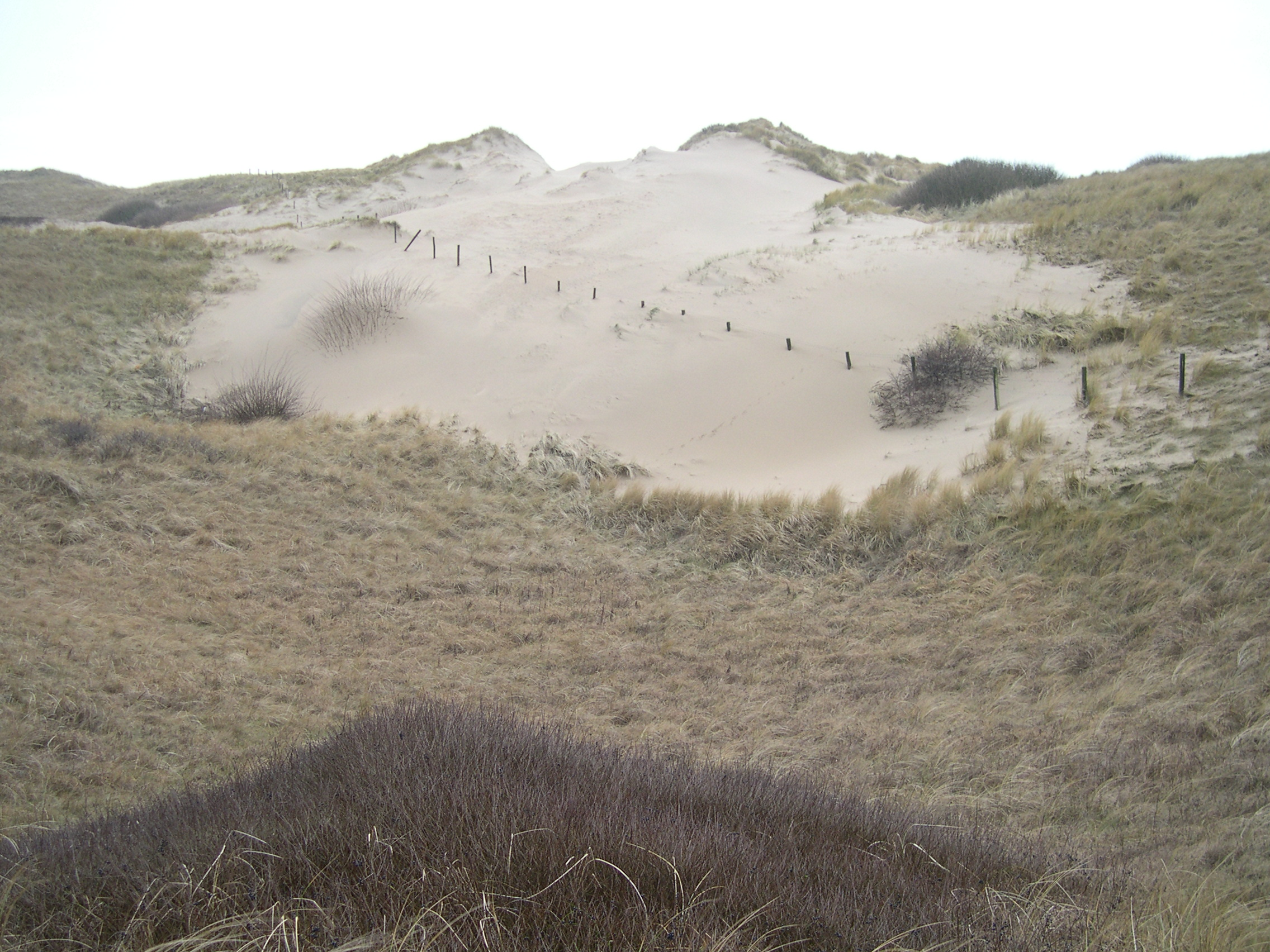
Sanddüne
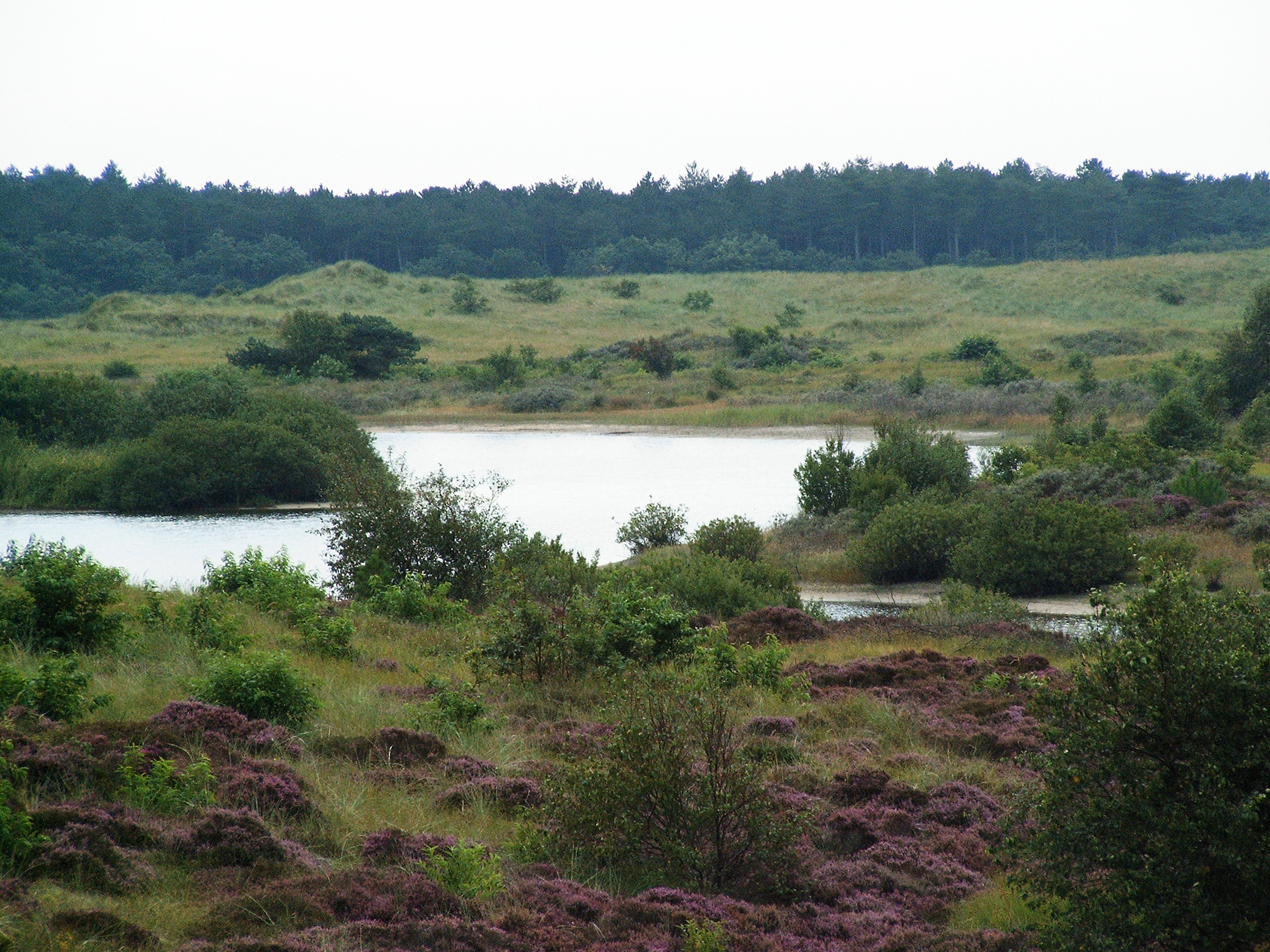
Wald- und Heidegebiet
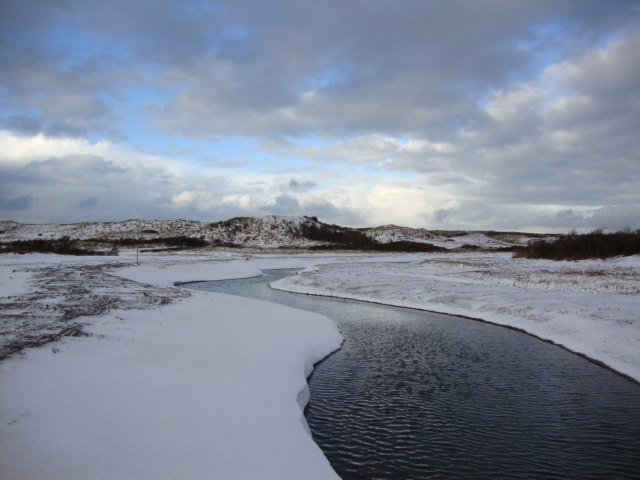
Versickerungsgebiet
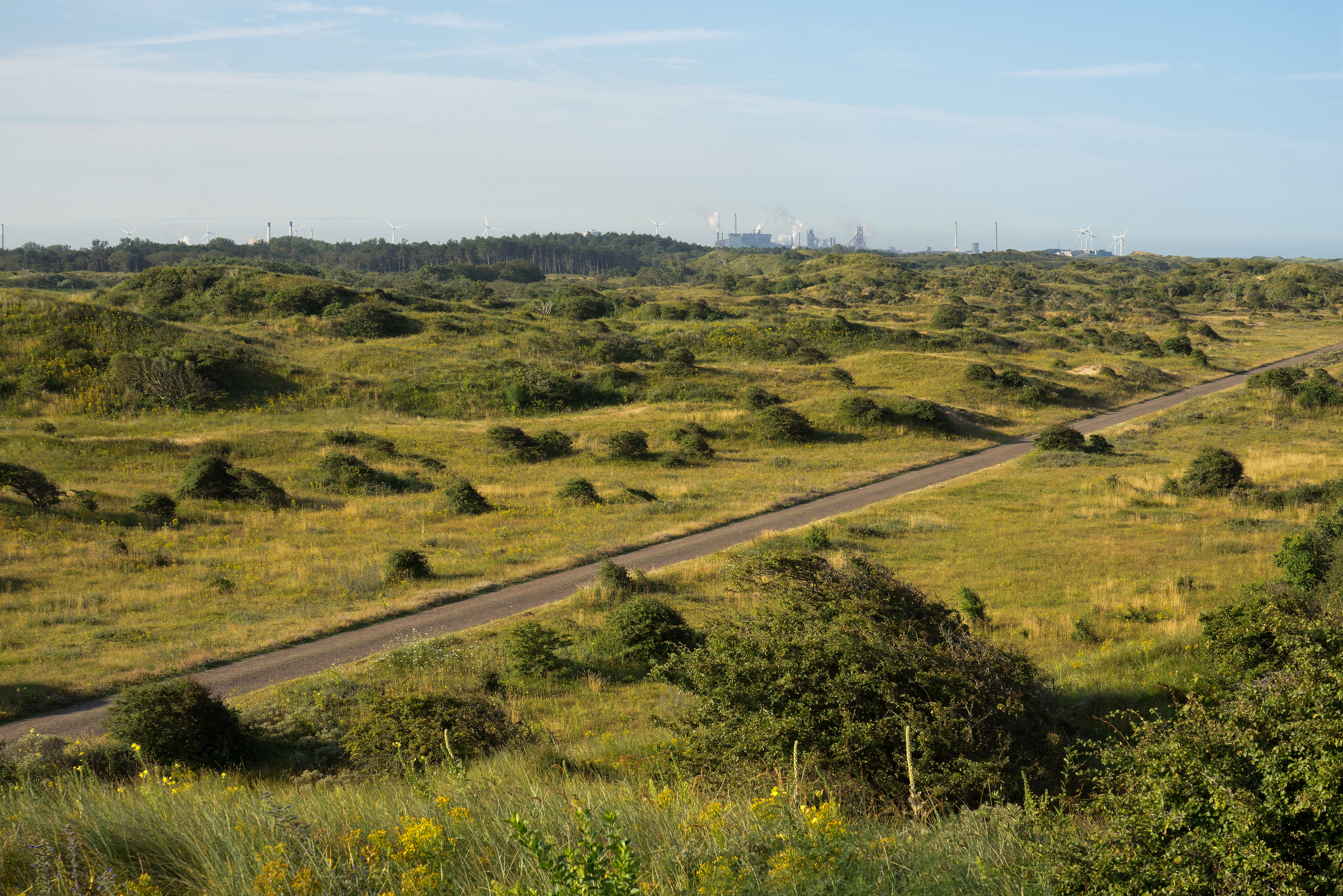
Bei Castricum Blickrichtung Süden mit Stahlwerk IJmuiden
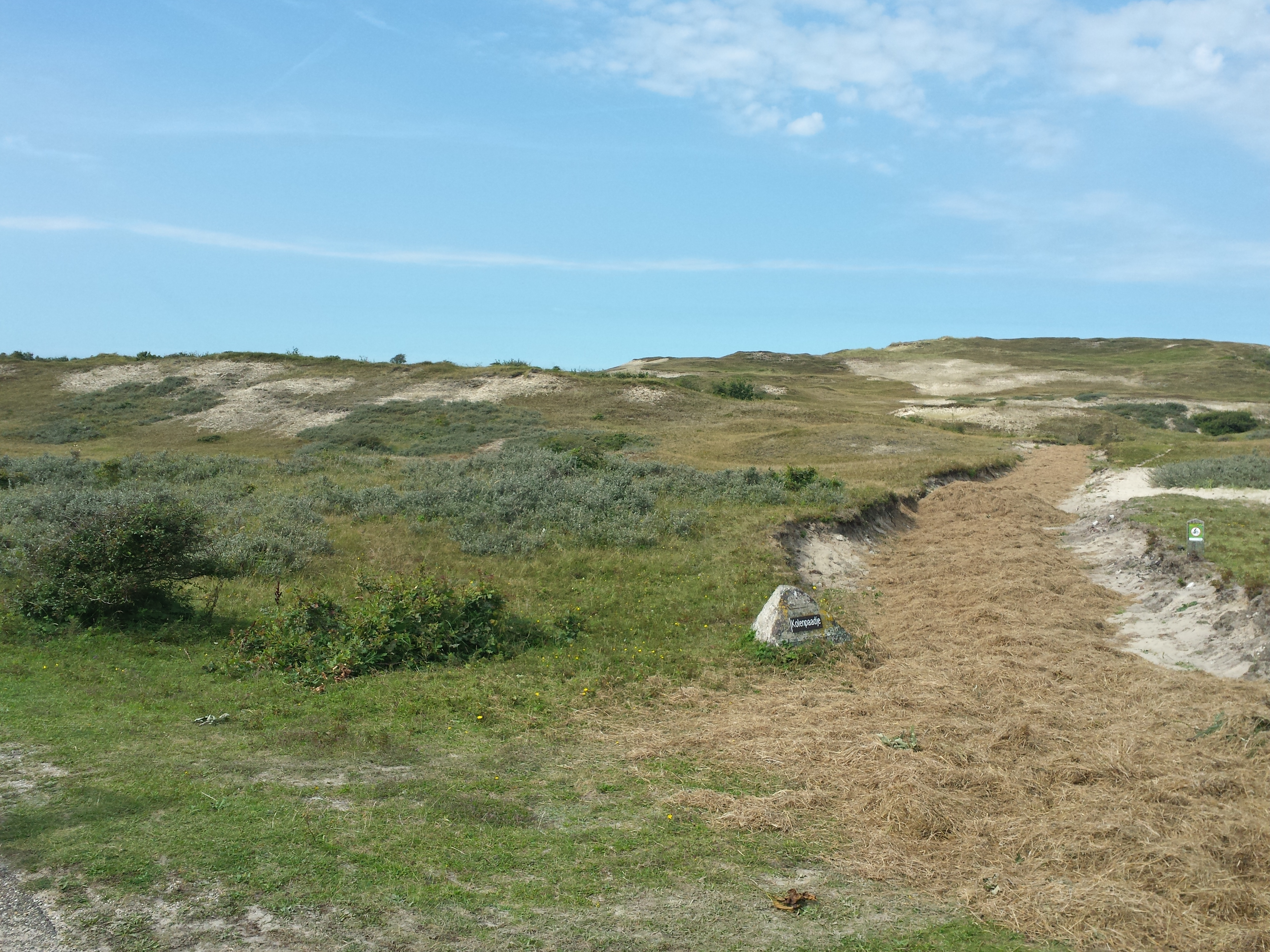
In der Nähe von Bergen